# هيربي

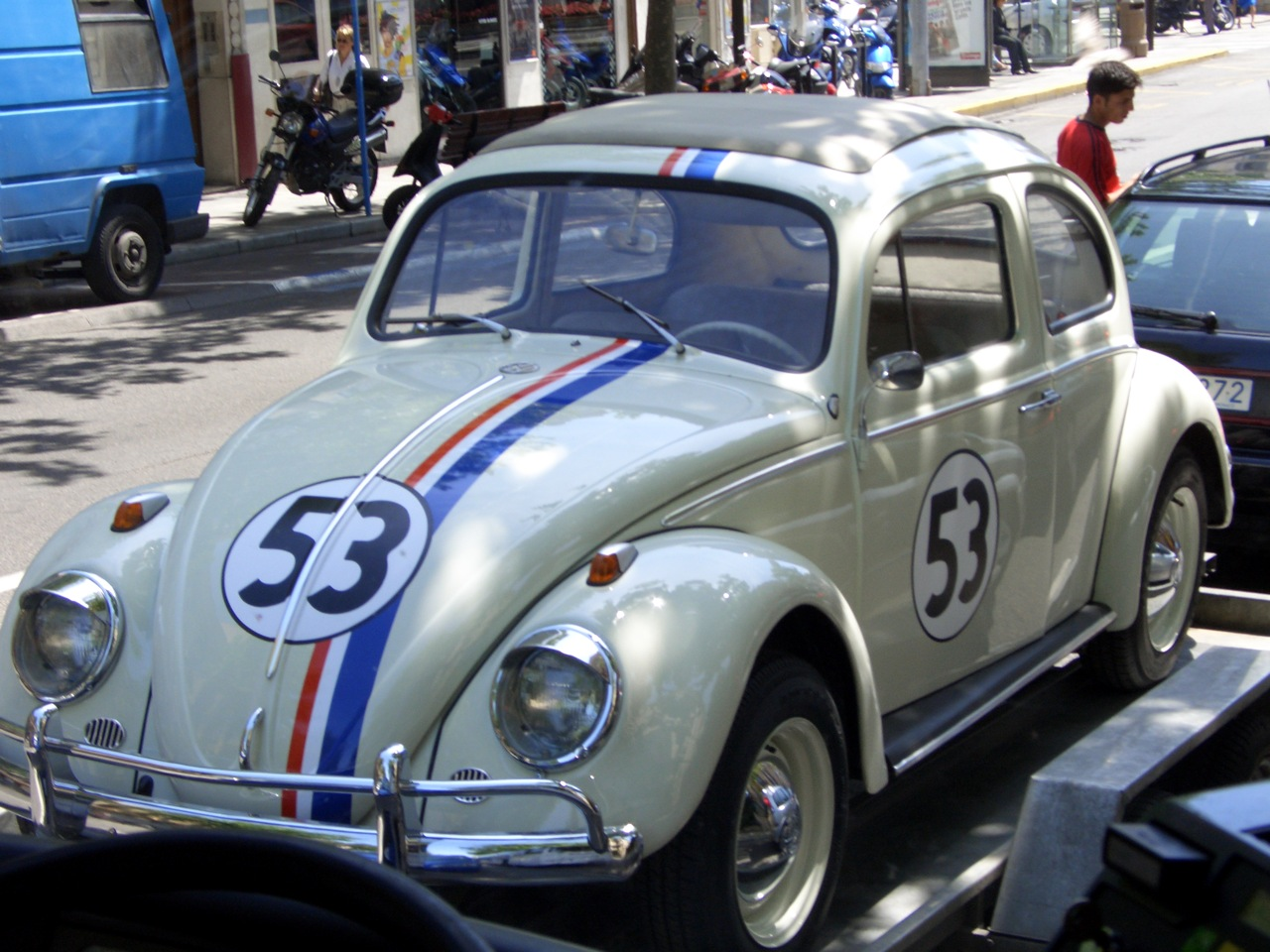
هيربي من الأمام

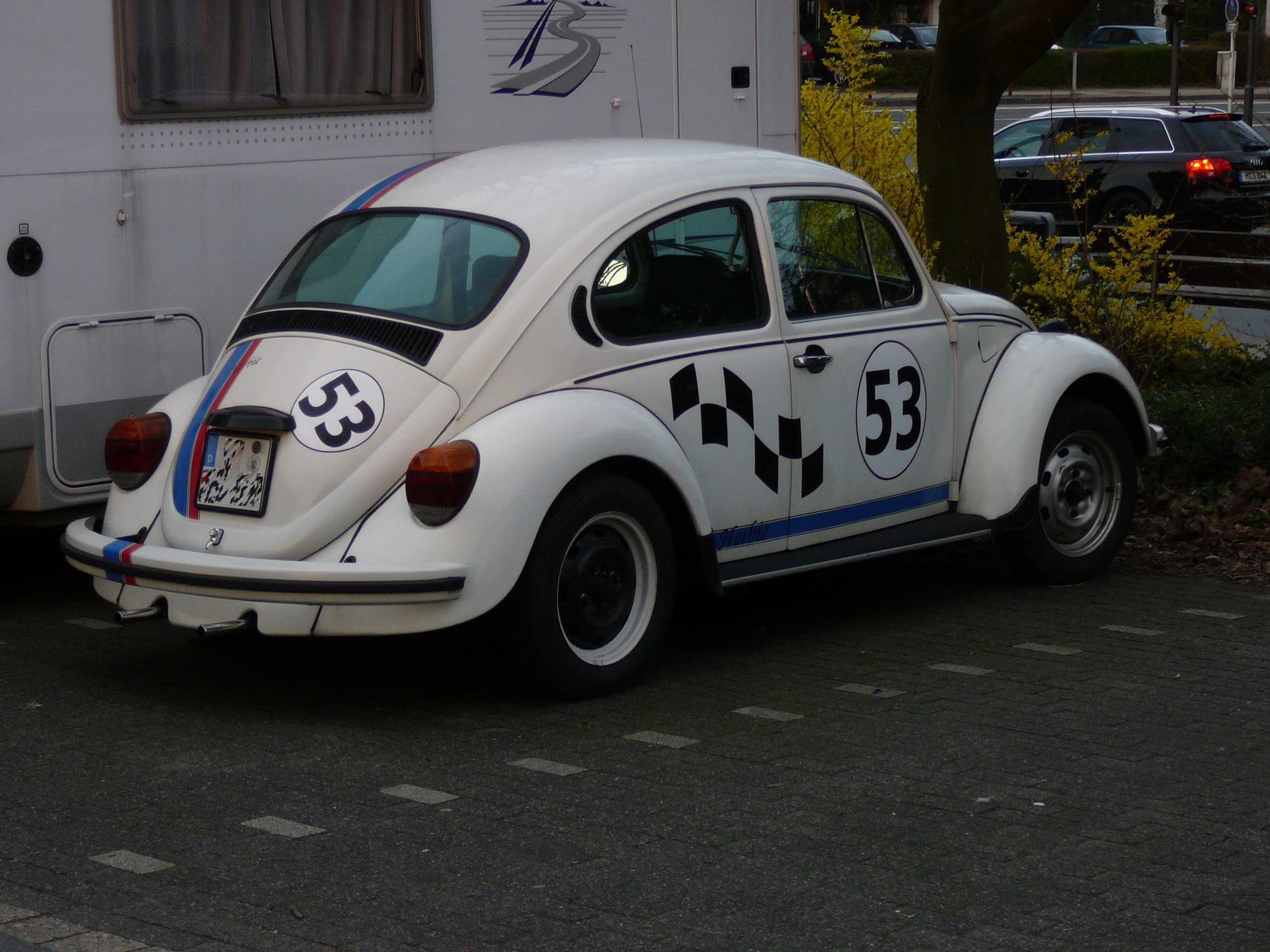
هيربي من الخلف

هيربي (بالإنجليزية: Herbie)‏ هي شخصية خيالية ظهرت في عدة أفلام من إنتاج شركة ديزني، وهي عبارة عن سيارة فولكس واجن خنفساء عليها الرقم 53، ولديها روح، وإحساس، ومشاعر، وتحب فعل الخير، ولكنها غير قادرة على النطق!

## قائمة الأفلام التي ظهرت فيها هيربي
- The Love Bug عام (1968).
- Herbie Rides Again عام (1974).
- Herbie Goes to Monte Carlo عام (1977).
- Herbie Goes Bananas عام (1980).
- The Love Bug عام (1997).
- هيربي: فولي لوديد عام (2005) من بطولة ليندسي لوهان.

## وصلات خارجية
- هيربي على موقع IMDb (الإنجليزية)

- موقع لأفلام هيربي ومعجبيها حول العالم.
- موقع لهيربي من إعداد شركة ديزني.